# Omrah
Die RMS Omrah war ein 1899 in Dienst gestelltes Passagierschiff der britischen Reederei Orient Steam Navigation Company, das im Passagier- und Postverkehr von Großbritannien nach Australien eingesetzt wurde. Am 12. Mai 1918 wurde die Omrah im Einsatz als Truppentransporter bei Sardinien von einem deutschen U-Boot versenkt.

## Das Schiff

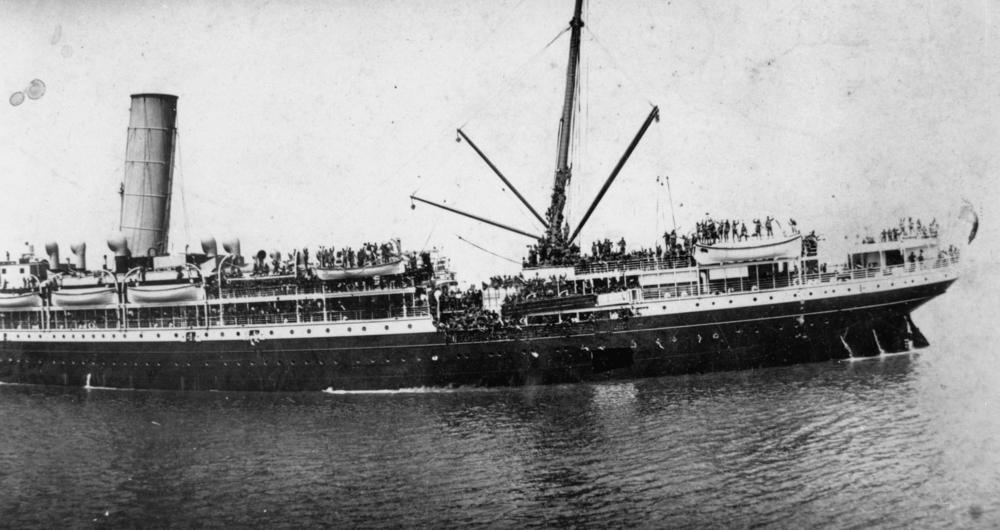
Die Omrah beim Auslaufen in Brisbane, September 1914

Das aus Stahl gebaute Dampfschiff Omrah wurde auf der Werft Fairfield Shipbuilders in Govan bei Glasgow gebaut und lief dort am 3. September 1898 vom Stapel. Die Fertigstellung erfolgte im Januar 1899. Das 149,56 Meter lange und 17,28 Meter breite Schiff hatte einen Schornstein, zwei Masten und zwei Propeller und wurde von einer sechszylindrigen Dreifachexpansions-Dampfmaschine der Bauwerft angetrieben, die 180 PSi bzw. 1772 nominale Pferdestärken leistete. Das Schiff hatte zwei mit Holz verkleidete Stahldecks und war mit elektrischem Licht, Kühlvorrichtungen, einer Funkanlage und einem doppelten Boden ausgestattet. Der Schiffsrumpf war durch zehn Schotts in elf wasserdichte Abteilungen aufgeteilt. In den Kesselräumen waren drei Doppelender- und zwei Einender-Kessel mit zusammen 32 Feuerungen installiert.
Die Omrah wurde für den Australiendienst der Orient Steam Navigation Company (Orient Line) gebaut und war für 350 Passagiere der Ersten und Zweiten sowie 500 der Dritten Klasse ausgelegt. Registriert war das Schiff in Glasgow. Am 3. Februar 1899 legte die Omrah in London zu ihrer Jungfernfahrt nach Melbourne und Sydney via Sues ab. Im Jahr 1908 beförderte sie die australische Rugby-Nationalmannschaft nach England für deren Rugby Union Tour 1908/09 durch Großbritannien und Frankreich. Die Omrah blieb 17 Jahre lang auf der Australienroute, bis sie am 3. November 1916 letztmals von London nach Australien auslief.
Im Ersten Weltkrieg wurde die Omrah als Truppentransporter genutzt. Ihre Kennung war HMT Omrah (A5). Sie war eines der Schiffe des ersten Geleitzugs, der australische und neuseeländische Truppen im Ersten Weltkrieg nach Europa brachte. Dieser Geleitzug verließ die australische Hafenstadt Albany am 31. Oktober 1914 nach Sues via Colombo und Aden. Zu ihrer nächsten Truppenfahrt brach die Omrah erst am 23. Januar 1917 auf, als sie als Teil des Konvois 29 in Fremantle ablegte.
Am 1. Mai 1918 lief die Omrah unter dem Kommando von Kapitän W. S. Shelford mit sechs weiteren Transportschiffen zu einer Truppenfahrt von Alexandria nach Marseille aus. In Marseille brachte sie Soldaten der 52. und der 74. britischen Division an Land und begab sich anschließend auf die Rückfahrt. 40 Seemeilen südwestlich von Kap Spartivento an der Südspitze Sardiniens wurde das Schiff am 12. Mai 1918 von dem deutschen U-Boot SM UB 52 (Oberleutnant zur See Otto Launburg) torpediert und versenkt. Ein Mensch, der Kohlentrimmer Henry John Pearce, kam ums Leben. Die Omrah war mit einem Rauminhalt von 8130 Bruttoregistertonnen das größte der 17 von UB 52 angegriffenen Schiffe.